# Völuspá hin skamma
Völuspá hin skamma (den korte Völuspá) er et oldnordisk digt, der er bevaret i form af en håndfuld stanzaer i Hyndluljóð i den Ældre Edda, og som en enkelt stanza i Gylfaginning-delen i Snorri Sturlusons Yngre Edda. Navnet på digtet er kun kendt fra Snorris Gylfaginning (kapitel 5):
| [...] ok var sá nefndr Ymir, en hrímþursar kalla hann Aurgelmi, ok eru þaðan komnar ættir hrímþursa, svá sem segir í Völuspá inni skömmu: 7. Eru völur allar frá Viðolfi, vitkar allir frá Vilmeiði, en seiðberendr frá Svarthöfða, jötnar allir frá Ymi komnir. | Og der var en navn kaldet Ymer, men jætterne kaldte ham Aurgelmir; og derfra kommer racerne rimjætterne, som det står i den korte Völuspá: - Alle vølver stammer fra fra Witolf, Alle troldmænd stammer fra Willharm, Og tryllesange stammer fra svarthoveder; Alle jætter fra Ymer kommer. |  |

De andre stanzaer, der er bevaret, optræder i Hyndluljóð. I sin oversættelse af Hyndluljóð kommenterer  den amerikanske professor Henry Adams Bellows (død 1939), at det bevarede fragment af Völuspá hin skamma var en "sen og meget ringe imitation af den store Völuspá", og han daterer det til 1100-tallet. Han foreslår, at dets plads i Hyndluljóð er en fejl, fordi afskriveren har byttet om på de to digte.